# Історія Оклахоми

Прапор штату Оклахома

Історія Оклахоми осягає історію штату Оклахома й тієї території, яку штат займає зараз. Області Оклахома сході її були випрохані-придбані при Придбанні Луїзіани в 1803 році, в той час як Панхандл була влкючена до земельних придбань США після американо-мексиканської війни.
Більша частина Оклахоми була започаткована як Індіанська Територія ще до Громадянської війни у США. Її було відкрито для загального керування в 1890- «Sooners-Поспішаки» були перші поселенці, які квапилися зайняти нові землі. Statehood came to the poor ranching and farming state in Oklahoma, but soon oil was discovered and new wealth poured in.